# ソウルシリーズ
ソウルシリーズ（Soul series）は、ナムコ（後のバンダイナムコエンターテインメント）から業務用ならびに家庭用で発売されている3D武器対戦格闘ゲームシリーズ。

## 概要
人の魂を喰らう邪剣「ソウルエッジ」と、それを破壊するために創られた霊剣「ソウルキャリバー」を巡り個性豊かなキャラクターたちが死闘を繰り広げる「3D武器格闘アクション」で、2005年11月23日発売の『ソウルキャリバーIII』のみ「剣劇対戦アクション」というジャンルに変更されている。元々は業務用ゲームから始まったシリーズだが、現在では家庭用ゲーム機向けを中心に展開されている。
家庭用ゲーム機では基本的にメインストリームとなった機種で発売され、シリーズ化されている。2018年現在は人気シリーズとなっており、シリーズ累計出荷本数は全世界で1500万本（業務用は除外）を突破している。
2018年現在、『ソウルエッジ』（以下エッジ）という名称を使用した作品は1996年発売の『エッジ』以後リリースされていない。しかし、1998年以降ナムコから定期的にリリースされているシリーズ作品である対戦格闘ゲーム『ソウルキャリバー』（以下キャリバー）は、ストーリー上『エッジ』の直接的続編であり、ゲームシステムにおいても改良されて引き継がれているものが存在する。よって本作も現在では『キャリバー』シリーズに組み込まれた形で扱われ、『エッジ』『キャリバー』全てを含めて“ソウルシリーズ”と呼ばれるのが一般的となっている。

## PROJECT SOUL（プロジェクト・ソウル）
シンボルマークは、白い正三角形に黒のナイトメア（一部は赤）のシルエット。
『ソウルキャリバーIII』からこの開発チームを名乗っている。『ソウルキャリバーV』からシンボルマークが変わり、剣の左半分にソウルキャリバー、右半分にソウルエッジを配したマークに変更されたが、『ソウルキャリバーVI』では元のマークに戻している。

## 略歴
- 1996年
  - 4月：ソウルエッジがアーケードで稼動開始
  - 6月：ソウルエッジ Ver.2がアーケードで稼動開始
  - 12月20日：ソウルエッジがPlayStationで発売
- 1998年7月30日：ソウルキャリバーがアーケードで稼動開始
- 1999年8月5日：ソウルキャリバーがドリームキャストで発売
- 2002年
  - 7月10日：ソウルキャリバーIIがアーケードで稼動開始
  - 9月14日：ソウルキャリバーII Ver.D がアーケードで稼動開始
- 2003年3月27日：ソウルキャリバーII がPlayStation 2・GC・Xboxで発売
- 2005年11月23日：ソウルキャリバーIIIがPlayStation 2で発売
- 2006年
  - 4月3日：ソウルキャリバーIII Arcade Editionがアーケードで稼動開始
  - 4月27日：ソウルキャリバーIII Arcade Edition Ver.Bがアーケードで稼動開始
- 2007年12月13日：ソウルキャリバー レジェンズがWiiで発売
- 2008年
  - 7月2日：ソウルキャリバーがXbox 360 Live Arcadeで配信開始
  - 7月31日：ソウルキャリバーIVがPLAYSTATION 3・Xbox 360で発売
- 2009年8月27日：ソウルキャリバー ブロークンデスティニーがPlayStation Portableで発売
- 2012年
  - 1月19日：ソウルキャリバーがiOS App Storeで配信開始
  - 2月2日：ソウルキャリバーVがPlayStation 3・Xbox 360で発売
- 2013年11月14日：ソウルキャリバー ロストソーズベータ版が同年11月18日までPlayStation 3で配信
- 2014年
  - 2月6日：ソウルキャリバー ロストソーズがPlayStation 3で配信
  - 2月20日：ソウルキャリバーII HD ONLINEがPlayStation 3で配信
- 2015年
  - 9月2日：ソウルキャリバー ロストソーズのサービス終了を発表
  - 11月30日：ソウルキャリバー ロストソーズのサービス終了
- 2017年12月8日：ソウルキャリバーVIがPlayStation 4 / Xbox One、Steam向けに、2018年の発売へ向けて開発されることが発表された[2]。
- 2018年10月18日：ソウルキャリバーVIがPlayStation 4・Xbox Oneで発売（Steam版は翌10月19日発売）。

## 世界設定
16世紀の主にヨーロッパ・アジアを舞台としている。古代から近世をモチーフにしたファンタジーとなっている。

### ソウルエッジ
邪剣ソウルエッジは、人の魂を喰らう邪悪な意思と力を持った剣である。しかし、邪悪な剣であることはあまり知られておらず、また、強大な力を持つため、探し求める者が後を絶たない。よほど強い意志を持たない限り、手に取った者は剣に意識を支配されてしまう。ソウルエッジは自身を強化するため、持ち主の理性を奪い殺戮を繰り返させる。また、持ち主に合わせて姿を変えることが出来る。元々は普通の一本の剣であったが実戦で使われるうちに邪気を持つようになった。長い歴史の中で、ときおり人々の前に姿を現しては猛威を振るってきた。
| → (エッジ)     | 二本一組に姿を変えたソウルエッジをセルバンテスが持っている。 |
| (エッジ) → (1) | 一本は、ソフィーティアによって破壊され欠片として散らばった。残るもう一本は、後から来たジークフリートが手に取った。このとき、ジークフリートはナイトメアと化し、イヴィルスパームと呼ばれる怪奇現象を引き起した。散らばった一片をタキが持ち去り刀（滅鬼丸）に埋め込んだ。 |
| (1) → (2)      | ナイトメア (ジークフリート) が持っているソウルエッジがシャンファによって破壊される。正気を取り戻したジークフリートはソウルエッジを人里離れたところに捨てようと逃亡するうちに、力を取り戻したソウルエッジ (♂) に再び支配される。この逃亡でソウルエッジの欠片をばらまくことにもなりその一部が御剣の手に渡った一方で、セルバンテスは欠片を集めてソウルエッジ (♀) を復元した。                                                                                                   |
| (2) → (3)      | ラファエルとの戦闘でソウルエッジ (♂) が損傷したことでジークフリートはソウルエッジの支配から解放され、とつぜん現れたソウルキャリバーをとっさにソウルエッジ (♂) に突き刺したことで、ソウルエッジ (♂) が封印される。その後も、突き刺さされた状態のソウルエッジをジークフリートが持っている。もう片方のソウルエッジ (♀) はセルバンテスが引き続き持っている。ナイトメアはソウルエッジを失ったものの、ザサラメールによって力を与えられて、実体の無いソウルエッジで殺戮を繰り返す。 |
| (3) → (4)      | 熾烈を極めるナイトメアとジークフリートの戦いにより、ソウルエッジ（♂）はナイトメアの手に渡る。また、散らばった欠片はソウルエッジに引きよせられていく。ソウルエッジ（♀）も例外ではなく、セルバンテスはあえてソウルエッジ（♀）を手放し、一つになったところを奪うことを画策する。 |

### ソウルキャリバー
霊剣ソウルキャリバーは、ソウルエッジを封印する目的で作られた剣である。身をもってソウルエッジの危険性を知った英雄王が国家事業として製作に取り組み、自らの命と引き換えに完成させた。浄化したソウルエッジの欠片が使用されている。長い歴史の中で、ある一族によって守り伝えられ、ソウルエッジが姿を現すたびにソウルキャリバーによって封印してきた。ソウルエッジと異なり存在自体があまり知られておらず、また力の本質が実はソウルエッジと同じであることはごく一部の者しか知らない。経緯は不明だが、近年では真行山臨勝寺で保管されていた。
| → (1)     | 「護法剣」の名で真行山臨勝寺で伝えられていたが外に持ち出され、シャンファが母の形見の剣として持つに至る。 |
| (1) → (2) | シャンファの「護法剣」がソウルキャリバーとしての力を発揮しソウルエッジを破壊するが、ソウルエッジによる異空間に封印される。 |
| (2) → (3) | ソウルエッジ (♂) が損傷したことでソウルキャリバーは異空間から解放され、ジークフリートはソウルキャリバーをソウルエッジ (♂) に突き刺して、ソウルエッジ (♂) を封印する。その後、突き刺さった状態のソウルキャリバーをジークフリートが持っている。 |
| (3) → (4) | ナイトメアとの戦いで深手を負うもののソウルキャリバーの力によりジークフリートは助かる。ソウルキャリバーは引き続きジークフリートが所有している。                                                                                                |

### イヴィルスパーム
十六世紀（1583年）、ある日の夜スペインの海岸で目撃された怪光現象。白い光が柱となって天を突き破り、雲の上で拡散した一瞬の美景。これは、父親の仇討ちの剣を求めて彷徨い精神を歪ませたジークフリートが宿主を失い暴走寸前の状態となったソウルエッジを手に取ったことで発生した。
イヴィルスパームは世界中に災いを引き起こしており、中国の真行山臨勝寺では邪気に侵され正気を失った門下生たちによる殺し合いが起こり、正気を失っていたキリクは姉弟子であるシャンレンを手にかけている。とある砂漠のオアシスにある集落では、鍛冶神ヘパイストスの命を受けた聖戦士アイオーン・カルコスがイヴィルスパームの影響で正気を失って狂戦士となり、数か月に渡って砂漠を行き来するキャラバンを何隊も襲う凶行に及んでいる。

### イヴィル化
ソウルエッジの邪気を浴びた人間の状態を指す。症状は、最も酷い場合には自我を失い破壊衝動に駆られ殺戮を始めてしまうことである。また、そこまでに至らず自我を保っている場合でも、昼日中に感じる気だるい感覚と、夜が更けると発作的に生じる強烈な渇きに悩まされることになる。さらに、イヴィル化した者は、色艶を失った肌と妖しげな輝きを見せる瞳の色、強い自然治癒力を持つなどの特徴から迫害の対象となる。